# Villacourt
Villacourt ist eine französische Gemeinde mit 354 Einwohnern (Stand 1. Januar 2022) im Département Meurthe-et-Moselle in der Region Grand Est (bis 2015 Lothringen); sie gehört zum Arrondissement Lunéville.

## Geografie
Die Gemeinde Villacourt liegt im Süden des Départements Meurthe-et-Moselle, an der Grenze zum Département Vosges, drei Kilometer südöstlich der Kleinstadt Bayon. Ein Bergrücken trennt Villacourt von der 2,5 Kilometer westlich des Dorfes fließenden Mosel. 
Nachbargemeinden von Villacourt sind Froville im Norden, Loromontzey im Südosten, Saint-Germain im Süden, Chamagne und Bainville-aux-Miroirs im Südwesten sowie Virecourt im Westen.

## Bevölkerungsentwicklung

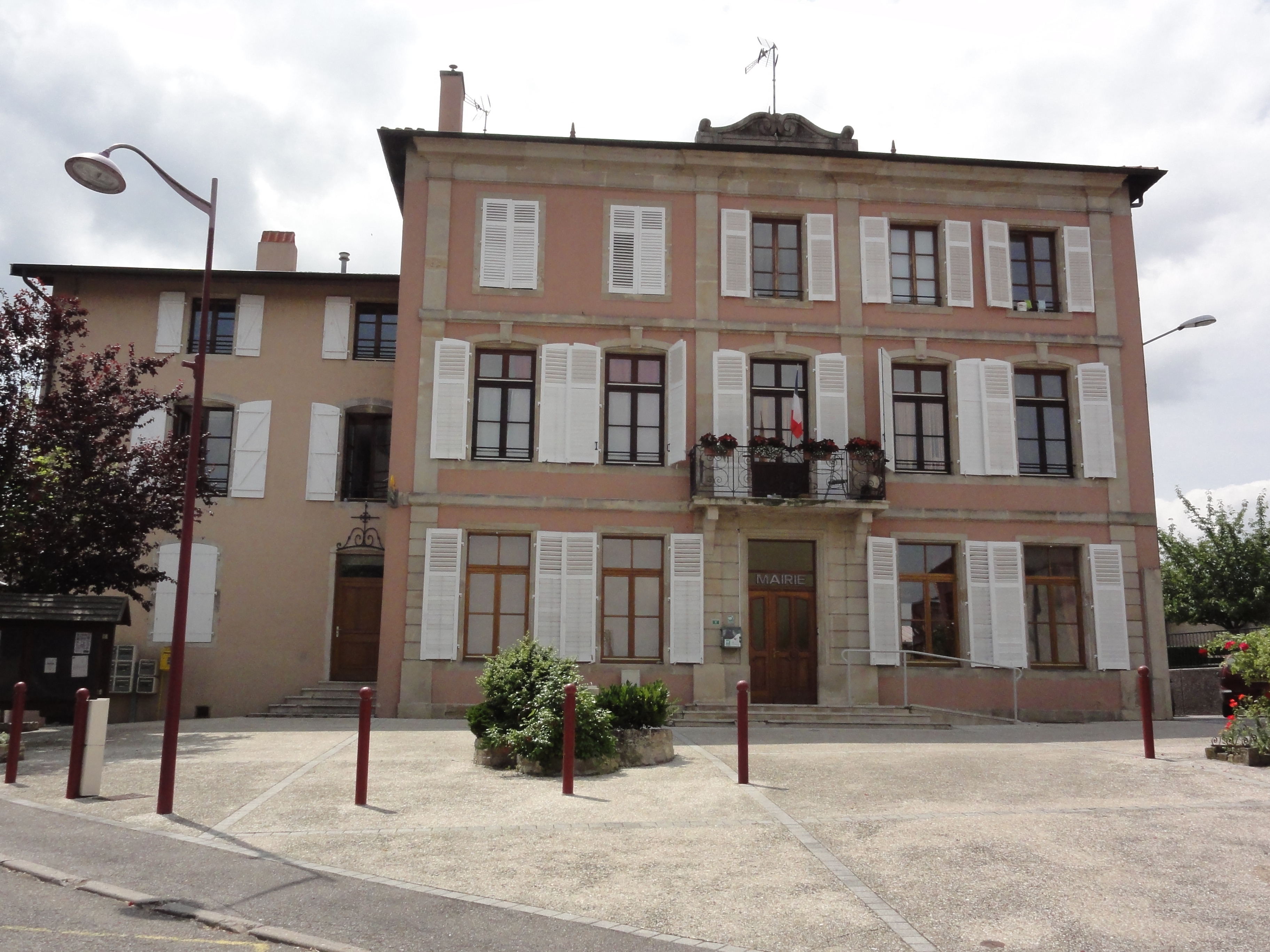
Mairie Villacourt

| Jahr      | 1962 | 1968 | 1975 | 1982 | 1990 | 1999 | 2007 | 2019 |
| Einwohner | 440  | 440  | 389  | 407  | 411  | 458  | 466  | 366  |